# InterBase
InterBase — реляційна система керування базами даних (РСКБД) в наш час[коли?] розроблюється та підтримується компанією CodeGear, яка розташована у власності корпорації Borland. InterBase легко відрізнити від інших DBMSs за її малим розміром, простими вимогами до адміністрування, та multi-generational архітектурою. InterBase підтримує такі операційні системи: Linux, Microsoft Windows та Solaris.